# ウルタウ州
ウルタウ州（ウルタウしゅう、カザフ語: Ұлытау облысы、ロシア語: Улытауская область）はカザフスタン中央部の州。州都はジェスカスガン。東をカラガンダ州、南東をジャンブール州、南をテュルキスタン州、南西をクズロルダ州、西をアクトベ州、北西をコスタナイ州と接する。
2022年6月8日にカラガンダ州から分立した。州名のウルタウ（ウリタウとも、Ұлытау）はカザフ語で「偉大な山」という意味。面積は約19万平方キロメートル、人口は22万人（2022年10月推計）。人口および人口密度は州の中で最も少ない。
2022年3月16日のカシムジョマルト・トカエフ大統領の演説では旧ジェスカスガン州（1973年 - 1997年）の領域にウルタウ州が創設されると発表されたが、ウルタウ州を創設する法令には旧ジェスカスガン州を構成していたシェト地区、アクトガイ地区、プリオゼルスク市、バルハシ市は含まれなかった。

## 下位行政区画

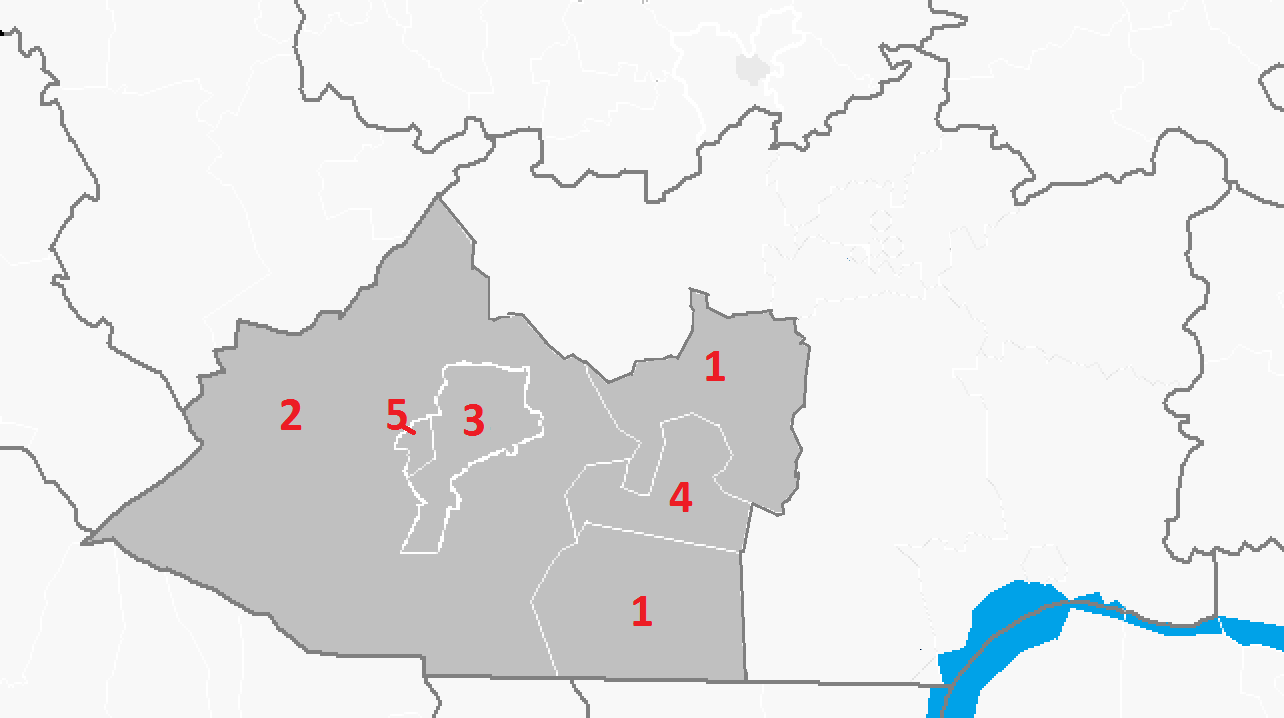
ウルタウ州の地区と市

3地区級市と2地区から成る。
1. ジャナーカ地区（カザフ語版）
2. ウルタウ地区（カザフ語版）
3. ジェスカスガン市
4. カラジャル市（カザフ語版）
5. サトバエフ市（カザフ語版）